# Tillandsia moscosoi
Tillandsia moscosoi är en gräsväxtart som beskrevs av Lyman Bradford Smith och Oton Jiménez. Tillandsia moscosoi ingår i släktet Tillandsia och familjen Bromeliaceae. Inga underarter finns listade i Catalogue of Life.